# Surera de Cordelles
La Surera de Cordelles (Quercus suber) és un arbre que es troba a Cerdanyola del Vallès (el Vallès Occidental), el qual és una alzina surera que amb els seus 150 anys és la més gran i veterana de la seua espècie a tota la comarca.

## Dades descriptives
- Perímetre del tronc a 1,30 m: 3,75 m
- Alçada: 11,8 metres.
- Amplada de la capçada: 16,5 x 17,5 m (amplada mitjana capçada: 17 metres)
- Altitud sobre el nivell del mar: 67 m.[2]

## Entorn
Es troba a la masia de Cordelles, la qual s'alçava als afores del nucli urbà quan la vida a pagès encara era una realitat ben palpable a Cerdanyola del Vallès i es comunicava amb el poble mitjançant un llarg passeig entre camps de conreu. Avui la masia ja no hi és i el passeig ha esdevingut un dels carrers més importants de la ciutat. Sobreviu la vella surera, encerclada d'asfalt pels quatre costats.

## Aspecte general
Es troba en bon estat de conservació.

## Observacions
A pocs metres de la surera, al bell mig de la plaça Onze de Setembre, s'alça un pi de grans dimensions (2,46 metres de volta de canó). Aquest pi, juntament amb la surera i mitja dotzena d'arbres més, configuren el llistat d'arbres d'interès local de Cerdanyola del Vallès. Des de fa uns anys, un itinerari urbà permet recórrer tots aquests arbres, cadascun dels quals llueix la corresponent placa identificativa.

## Accés
La Surera de Cordelles es troba a la part alta del passeig del mateix nom, just davant la plaça Onze de Setembre i a la cruïlla amb els carrers de Sant Joan i de la Bassa. El passeig de Cordelles arrenca just davant l'església vella de Sant Martí, prop de l'Ajuntament. Coordenades UTM: 31T X0427960 Y4594279.